# Matúš Vallo
Matúš Vallo (* 18. září 1977, Bratislava) je slovenský architekt, bratislavský městský aktivista, hudebník a od roku 2018 primátor Bratislavy. Patřil k hlavním textařům slovenské populární skupiny Para.

## Život
Střední školu vystudoval v Itálii, v Římě, roku 2004 získal titul inženýra architekta na Slovenské technice v Bratislavě. V letech 2010–2011 byl na studijním pobytu Fulbrightovy nadace na Kolumbijské univerzitě v New Yorku a pracoval v architektonickém ateliéru v Londýně. Je ženatý a bydlí v Bratislavě.

## Urbanismus
Matúš Vallo stál za iniciativou Mestské zásahy, která od roku 2008 připravila přes 900 projektů na zlepšení veřejného prostoru ve 20 slovenských a českých městech. Založil občanské sdružení „My sme mesto“ a občanské sdružení „Aliancia Stará Tržnica“ v Bratislavě. Od roku 2016 vedl přípravu dokumentu Plán Bratislava – Návod na lepšie mesto a v roce 2018 byl 36 % hlasů zvolen primátorem Bratislavy.